# هرج‌ومرج کوچک
هرج و مرج کوچک (به انگلیسی: A Little Chaos) فیلم درام تاریخی به کارگردانی آلن ریکمن، محصول سال ۲۰۱۴ کشور بریتانیا است؛ که در تاریخ ۱۳ سپتامبر ۲۰۱۴ در جشنواره بین‌المللی فیلم تورنتو به اکران درآمد. کیت وینسلت، ماتیاس خونارتس، آلن ریکمن، پولین مورن و استنلی توچی بازیگران این فیلم هستند.